# Aubrey Clapper
Temple de la renommée : 1947
Aubrey Victor Clapper, surnommé Dit Clapper, (né le 9 février 1907 à Newmarket au Canada — mort le 21 janvier 1978 à Peterborough) est un joueur professionnel de hockey sur glace. Il est le premier des dix membres du Temple de la renommée du hockey à avoir été intronisé avant les trois ans de délai habituels.
Il devient le premier joueur de l'histoire à jouer 20 saisons de la Ligue nationale de hockey, toutes avec les Bruins de Boston. Jouant aussi bien défenseur qu'attaquant, il remporte la coupe Stanley avec les Bruins à trois reprises en 1929, 1939 et 1941.

## Biographie

### Son enfance
Les arrières grands-parents paternels de Dit Clapper arrivent dans la région de Hastings dans les années 1870. En décembre 1900, Agnes Mather Bell et William Daniel Clapper se marient. Ils ont plusieurs enfants : Donald Wallace en février 1902 et Robert Bruce en 1904. William est un sportif accompli jouant au hockey sur glace mais également à la crosse. Aubrey Victor naît le 9 février 1907 dans la ville de Newmarket où la famille habite en raison d'un contrat dans un club de la crosse décroché par William ; deux mois plus tard toute la famille est de retour à Hastings. En 1910, la fratrie accueille une petite fille prénommée Kathleen puis une seconde quatre ans plus tard, Marion,.
Au cours de toutes ces années, William Clapper travaille dans différentes usines de fabrication de fromage ; la famille passe sa vie entre les villes des usines pendant les saisons chaudes et Hasting lors des hivers. Au cours de l'hiver 1910, il prend la direction de la ligue de hockey de Hastings. Un an plus tard, en plus de son travail dans la ligue, il est responsable des patinoires de hockey et de curling ; il a également l'habitude d'arbitrer des rencontres de hockey.
Le jeune Aubrey Victor est largement apprécié par les voisins de la famille et tout le monde l'appelle Victor. Cependant, quand on lui demande son nom, il répond systématiquement « Dittor » au lieu de « Victor » ; Dittor est très vite abrégé en Dit, surnom qui lui restera toute sa vie. Dès l'âge de 3 ou 4 ans, il reçoit une paire de patins à glace par ses parents pour Noël et grâce au travail de son père à la patinoire, il passe beaucoup de temps à jouer au hockey sur glace. À la suite d'un troisième incendie d'une usine de fromage en août 1914, la famille Clapper achète une maison à Hastings et William décroche un travail dans l'usine de fabrication de cuir de la ville. Au printemps suivant, la patinoire de la ville ferme ses portes et la famille déménage une nouvelle fois pour aller vivre dans la ville d'Aurora ; Dit est désormais scolarisé et à la fin de chaque année scolaire, ses frères et lui passent leurs vacances chez leurs grands-parents à Hastings.

### Ses premières années de hockey
Dans la ville d'Aurora, le patriarche travaille encore dans une usine de cuir mais avec la fin de la Première Guerre mondiale, la demande en cuir chute et les Clapper déménagent une nouvelle fois. Au lieu de revenir à Hastings comme les fois précédentes, ils décident d'aller vivre à Oshawa où habitent les cousins de William, l'un d'eux se nommant Joseph Welsh. Welsh est le dirigeant de la ligue de hockey de l'église paroissiale ainsi que le président de la ligue de baseball d'Oshawa. Comme à son habitude, William prend également des responsabilités dans la vie du hockey locale en devenant gérant de l'équipe de South Simcoe. L'équipe junior du club accepte les joueurs entre 15 et 18 ans mais en raison de sa taille Dit, qui n'a que 13 ans, a le droit de joueur avec son frère aîné, Bruce, dans l'équipe. Une fois l'équipe junior éliminée de la compétition, Dit et Bruce sont appelés pour être remplaçants dans l'équipe senior du club.
Au début de l'automne 1922, Dit et Bruce Clapper réussissent tous les deux à rejoindre l'équipe junior des Shamrocks d'Oshawa, équipe qui évolue dans l'Association de hockey de l'Ontario (AHO) ; premiers de la saison régulière, les Sharmrocks sont éliminés au premier tour par l'équipe de Port Hope. Peu de temps après, les Clapper déménagent une nouvelle fois pour revenir à Hastings. William reprend son travail de gérant de la nouvelle patinoire de la ville et il accepte également de devenir le gérant de la ligue de hockey des équipes de Hastings. Il fait une demande afin que la ville se voit attribuer une équipe dans l'AHO mais sa demande est rejetée. Dit, âgé de 15 ans, joue pour l'équipe de Hastings au sein de la compétition locale participant aux rencontres junior mais également à celles intermédiaires. Il fait sensation dans le circuit intermédiaire dès son premier match en inscrivant un tour du chapeau lors du premier tiers-temps. Au cours de cette saison 1923-1924, les deux équipes de Hastings demeurent invaincues tout au long de la saison.
Lors de la saison suivante, il joue en tant qu'attaquant toujours avec l'équipe de Hastings qui fait désormais partie de la ligue de hockey de la vallée de Trent ; Dit Clapper finit la saison parmi les meilleurs buteurs de la ligue. Deuxième de la saison régulière, l'équipe est éliminée lors des séries éliminatoires. La saison de hockey du jeune Clapper n'est cependant pas terminée : il est recruté par l'équipe des Parkdale Canoe de Toronto pour les restes de la saison de l'AHO. Même si à lui tout seul, Dit Clapper ne parvient pas à sauver la saison de l'équipe, il fait suffisamment bonne sensation pour être invité au camp d'entraînement de l'équipe de l'automne. Il passe la majeure partie de son été à s'entraîner en vue de la saison 1925-1926.
Bien qu'il fasse officiellement partie de l'équipe pour toute la saison, Clapper ne participe qu'à deux rencontres en tout alors que les Paddlers se classent deuxièmes de leur division. Qualifiés pour les séries, l'équipe passe plusieurs tour avant que Dit Clapper ait sa chance pour jouer. Il profite ainsi d'une blessure de l'ailier droit titulaire de l'équipe pour participer à cinq rencontres des siens pour un but inscrit. À la suite de cette élimination, Dit Clapper travaille dans un magasin de fourniture de Toronto quand il reçoit la visite de Eddie Powers. Ce dernier est l'ancien entraîneur des Saint-Patricks de Toronto de la Ligue nationale de hockey et il est à la recherche de joueurs talentueux pour sa nouvelle équipe des Tigers de Boston qui évoluera dans la nouvelle Canadian-American Hockey League (Can-Am) lors de la saison suivante. Powers rencontre officiellement Dit et son père ; ils signent ensemble un contrat de 100 dollars par semaine pour la saison 1926-1927 et pour que Dit Clapper joue en tant que défenseur.

### Les Tigers de Boston puis les débuts avec les Bruins
L'équipe de Tigers est essentiellement constituée de jeunes joueurs : à part Herb Rhéaume, gardien des Canadiens de Montréal au cours de la saison 1925-1926 et George Redding, auteur d'une trentaine de rencontres avec les Bruins de Boston, aucun autre joueur de l'équipe n'a de réelle expérience d'une grande ligue. Malgré cette jeunesse, Powers compte bien se reprendre après une saison déplorable avec les Saint-Patricks de Toronto et il annonce dans The Boston Globe que le public de Boston va voir un joueur talentueux en la personne de Dit Clapper.
Le premier match de la nouvelle équipe a lieu le 25 novembre 1926 contre les Indians de Springfield. Devant une foule de 4 000 spectateurs, Clapper inscrit le premier but de son équipe au bout de 4 min 28 s alors que les deux équipes se séparent sur le score de 2-2. Les Tigers connaissent un bon début de saison et sont mêmes premiers de la ligue en décembre mais ils ne parviennent pas à tenir ce rythme toute la saison : ils finissent la saison régulière avec 31 points et il ne leur manque alors que deux points pour se qualifier pour les séries éliminatoires. Clapper participe à 29 rencontres sur les 32 que compte la saison : il manque un match en raison d'une suspension et deux autres parties à la suite de blessures. Avec 57 minutes de pénalité, il est le joueur de l'équipe le plus pénalisé ; offensivement, il totalise six buts et une assistance pour la quatrième place de la formation de Boston.
En juillet 1927, alors que Dit Clapper est au chevet de sa mère gravement malade, Art Ross, le gérant des Bruins de Boston, achète les droits du joueur pour la somme de 5 000 dollars ; la joie de cette signature est de courte durée puisque Agnes meurt le 15 août 1927. Au cours de sa première saison dans sa nouvelle équipe, il évolue en tant que défenseur. Le premier match de la saison est joué dans le Boston Arena et, déjà connu du public de Boston, il est acclamé par la foule lors de la présentation des équipes. La rencontre oppose les Bruins aux Black Hawks de Chicago et lors du deuxième tiers-temps, il inscrit son premier but de sa carrière dans la LNH en trompant Charlie Gardiner. Malgré ce bon début, il ne participe pas à toutes les rencontres et est encore loin d'être un titulaire indiscutable : la défense des Bruins est composée de Sprague Cleghorn, Eddie Shore et Lionel Hitchman.
À la fin de la saison régulière, Clapper compte quatre buts et une mention d'assistance en 31 rencontres tandis que les Bruins finissent premiers de la division Américaine. En raison de leur première place, ils sont exemptés du premier tour des séries mais perdent en demi-finale lors de la série qui se joue sur deux rencontres. Ils sont battus par les Rangers de New York, futurs vainqueurs de la coupe Stanley.

#### La première Coupe Stanley (1928-1929)

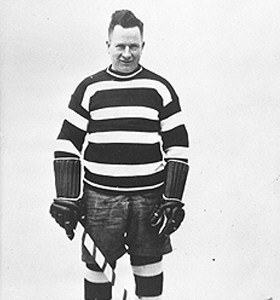
Cyril « Cy » Denneny, entraîneur-joueur des Bruins en 1928-1929.

L'équipe voit l'arrivée de Cy Denneny qui prend le rôle d'entraîneur-joueur pour les Bruins pour cette saison 1928-1929. Dans les buts, le jeune Cecil « Tiny » Thompson est préféré au vétéran Hal Winkler. Le reste de l'équipe repose sur l'ossature de la saison précédente : Hitchman et Shore en défense, Harry Oliver, Frank Fredrickson et Dutch Gainor en attaque. Le premier match de la saison voit la victoire des Bruins sur les Pirates de Pittsburgh sur le score de 1-0 en prolongation ; Thompson réalise ainsi le premier blanchissage de sa carrière dans la LNH alors que Clapper inscrit le seul but de son équipe en utilisant son propre rebond.
Le 13 mars, lors de l'avant-dernier match de la saison, il inscrit son premier doublé de sa carrière dans la LNH lors d'une victoire 11-1 contre Chicago ; les Bruins finissent la saison à la première place de la division pour la deuxième année consécutive. Dit Clappet compte neuf buts et deux assistances en 40 rencontres jouées, le cinquième de son équipe. Au cours de cette saison, Clapper joue en attaque des Bruins avec Cooney Weiland et Dutch Gainor, les trois joueurs formant la Dynamite Line,.
Pour la demi-finale des séries, les Bruins sont opposés aux Canadiens de Montréal, vainqueurs de la division Canadienne, eux aussi qualifiés directement. Les deux premiers matchs sont joués à Boston, le 19 et le 21 mars, et ils s'achèvent sur le même score de 1-0 en faveur des Bruins grâce à deux blanchissages Thompson et à deux buts inscrits par Cooney Weiland. Le troisième match, joué le 23 mars à Montréal se conclut lui aussi par une victoire des Bruins, 3-2 cette fois-ci, ce qui permet à Boston d'accéder à la deuxième finale de Coupe Stanley de son histoire après celle perdue deux ans auparavant face aux Sénateurs d'Ottawa.
En finale, ils retrouvent leurs rivaux de la division Américaine et champions en titre, les Rangers de New York. Pour la première fois de l'histoire de la Coupe, la finale se joue entre deux formations des États-Unis. Lors du premier match de la finale, Clapper inscrit le premier des deux buts de son équipe alors que Thompson arrête tous les tirs adverses,. Dans la deuxième rencontre, jouée au Madison Square Garden à New York, les deux équipes sont à égalité 1-1 après deux périodes, le but des Bruins ayant été inscrit par Harry Oliver ; cependant moins de deux minutes avant la fin de la troisième période, Bill Carson marque le deuxième but de Boston qui leur donne la victoire et la première coupe Stanley de l'histoire des Bruins. Les champions sont fêtés au cours d'un repas au Copley Plaza Hotel et chaque joueur se voit remettre une bourse contenant 500 dollars en pièces d'or de 20 dollars chacune ; Clapper en conserve une pour le souvenir, en donne une autre à son ancien entraîneur Eddie Powers et investit les autres en actions.

#### Battus en finale, 1929-1930
Cette nouvelle saison voit l'adoption d'une règle attendue depuis longtemps : la possibilité de faire des passes vers l'avant et ceci sur l'intégralité de la patinoire, un changement de règle pour laquelle les Bruins de Boston et Art Ross militent depuis des années. Mais malgré la bonne saison de Clapper aux côtés de Weiland et Gainor, il est mis en tant que défenseur derrière Hitchman et Shore. Claper inscrit malgré tout le premier but de son équipe lors du match d'ouverture conte les Cougars de Détroit. Il en fait de même lors du deuxième match de la saison, cette fois contre les Maple Leafs de Toronto dirigés par Conn Smythe, le rival de Ross depuis des années et qui a déclaré peu de temps avant dans la presse qu'il n'était pas emballé par le jeu allant avec les passes en avant. Le match se finit sur le score de 6 à 5 avec deux buts inscrits par Clapper. Petit à petit, la Dynamite Line est recomposée et avant le huitième match de la saison, les Bruins comptent 5 victoires et 2 défaites. Ils s'imposent 3-1 contre les Canadiens de Montréal puis vont faire de même au cours des 13 matchs suivants, en battant au moins une fois chacune des autres équipes de la LNH. Leur première défaite survient le 12 janvier contre les Americans de New York. Claper et Weiland inscrivent buts sur buts, les plaçant en tête des pointeurs de la LNH. Le propriétaire des Rangers fait une offre de 20 000 dollars pour le jeune Claper mais Ross refuse de se séparer de sa jeune vedette. Les Bruins enchaînent par la suite une série de 17 rencontres sans défaite, ne perdant finalement que le 13 mars en prolongation contre les Black Hawks de Chicago. Les Bruins terminent la saison avec 38 victoires, 5 matchs nuls et une défaite. Avec 61 points dont 41 buts en 44 matchs, Clapper est le troisième meilleur pointeur de la saison, un point derrière Frank Boucher des Rangers et 12 derrière Weiland.
Meilleure équipe de la division américaine, les Bruins sont directement qualifiés pour les demi-finales contre la meilleure équipe de la division canadienne : les Maroons de Montréal. Ce sont les joueurs de Boston qui s'imposent lors des deux premiers matchs de la série, matchs joués au Forum de Montréal : le premier match se solde par une victoire des Bruins 2-1 en prolongation, au bout de 45 minutes supplémentaires ; le deuxième match se termine par une victoire 4-2 de Boston avec les deux derniers buts inscrits par Clapper. Les joueurs de Montréal remportent le troisième match avec une victoire 1 but à 0 mais leur espoir est balayé lors de la rencontre suivante, une victoire 5-1 des Bruins dont le dernier but par Clapper.
Les Bruins abordent donc la finale en tant que champions en titre et logiques favoris, contre l'autre équipe de Montréal, les Canadiens. Diminués par de nombreuses blessures, les Bruins sont battus 3-0 lors de la première rencontre, les joueurs de Boston ne parvenant pas à battre George Hainsworth. Le deuxième match de la série tourne également à l'avantage des Canadiens qui mènent rapidement 4-1. Boston parvient à inscrire deux buts, le dernier par Clapper, mais Hainsworth résiste aux assauts adverses et offre la coupe Stanley aux Canadiens. Malgré cette élimination précoce, la saison des Bruins n'est pas terminée car ils sont attendus pour une tournée promotionnelle à Vancouver puis en Californie. A la fin du tournoi de Vancouver, un banquet est tenu et au cours de celui-ci, Dit Clapper fait la rencontre de Lorraine « Honey » Pratt, la fille d'un entrepreneur local de l'industrie du bois.

## Suite de sa carrière
En 1930-1931, la LNH met en place une nouvelle distinction pour les joueurs : les équipes d'étoiles. Clapper est sélectionné dans la seconde équipe en tant qu'ailier droit. Il est sélectionné dans cette même équipe une nouvelle fois à l'issue de la 1935.
En 1937, la défense des Bruins laisse à désirer et il retourne jouer en défense laissant à la Kraut Line (Milt Schmidt, Woody Dumart et Bobby Bauer) le soin de marquer des buts. Associé en défense à Eddie Shore, il permet aux Bruins de remporter la Coupe Stanley en 1939 et 1941. De 1939 à 1941, il est à chaque fois désigné en tant que défenseur de l'équipe d'étoiles de la LNH ; il devient le premier joueur de l'histoire de la ligue à avoir été sélectionné sur l'équipe d'étoiles en tant que défenseur et attaquant.
Le 8 janvier 1941, il inscrit son 200e but lors d'un match contre les Maple Leafs de Toronto de Frank Selke à qui il offre sa crosse en fin de match, en signe de respect pour Selke.
En 1941-1942, il se blesse et tout le monde croit que c'est la fin de sa carrière mais il reviendra au jeu et en 1945, alors qu'il joue toujours, il accepte de devenir l'entraîneur des Bruins à la place de Art Ross.
Il prend sa retraite la saison d'après, à l'âge de 41 ans et au bout de six matchs, pour se consacrer entièrement à son poste d'entraîneur (poste qu'il occupera deux ans avant d'être remplacé par Buck Boucher).
Il devient le premier joueur de l'histoire à jouer 20 saisons de la LNH et il pouvait jouer aussi bien en tant que défenseur qu'en tant qu'attaquant (avec une prédilection en tant qu'attaquant pour les ailes même s'il a commencé sa carrière en tant que défenseur.

### Après carrière
Le 12 février 1947, les Bruins retirent son maillot (le numéro 5) et le même soir, le comité du Temple de la renommée décide de l'introniser membre. Entre 1932 et 1938 puis entre 1939 et 1946, il aura été le capitaine des Bruins.
Clapper meurt d'une crise cardiaque le 21 janvier 1978 dans sa ville natale et 20 ans plus tard, The Hockey News le place 41e sur la liste des 100 meilleurs joueurs de hockey de tous les temps.

### Trophées et honneurs personnels
- Équipe d'étoiles de la ligue :
  - Première équipe : 1939, 1940, 1941 (défenseur)
  - Seconde équipe : 1931 et 1935 (attaquant) et 1944 (défenseur)
- Coupe Stanley :
  - 1929, 1939 et 1941

Il est membre du Temple de la renommée du hockey et membre du Temple de la renommée du hockey du Canada.

## Parenté dans le sport
Il est le grand-père du joueur de hockey de la LNH, Greg Theberge.

## Statistiques

### Statistiques de joueur
| Saison     | Équipe              | Ligue      |     | Saison régulière | Saison régulière | Saison régulière | Saison régulière | Saison régulière |   | Séries éliminatoires | Séries éliminatoires | Séries éliminatoires | Séries éliminatoires | Séries éliminatoires |
| Saison     | Équipe              | Ligue      | PJ  | B                | A                | Pts              | Pun              | PJ               | B | A                    | Pts                  | Pun                  |                      |                      |
| 1925-1926  | Parkdale de Toronto | OHA Jr.    | 2   | 0                | 0                | 0                | 0                | 5                | 1 | 0                    | 1                    |                      |                      |                      |
| 1926-1927  | Tigers de Boston    | Can-Am     | 29  | 6                | 1                | 7                | 57               |                  |   |                      |                      |                      |                      |                      |
| 1927-1928  | Bruins de Boston    | LNH        | 31  | 4                | 1                | 5                | 20               |                  |   |                      |                      |                      |                      |                      |
| 1928-1929  | Bruins de Boston    | LNH        | 40  | 9                | 2                | 11               | 48               |                  |   |                      |                      |                      |                      |                      |
| 1929-1930  | Bruins de Boston    | LNH        | 44  | 41               | 20               | 61               | 48               |                  |   |                      |                      |                      |                      |                      |
| 1930-1931  | Bruins de Boston    | LNH        | 43  | 22               | 8                | 30               | 50               |                  |   |                      |                      |                      |                      |                      |
| 1931-1932  | Bruins de Boston    | LNH        | 48  | 17               | 22               | 39               | 21               |                  |   |                      |                      |                      |                      |                      |
| 1932-1933  | Bruins de Boston    | LNH        | 48  | 14               | 14               | 28               | 42               | 5                | 1 | 1                    | 2                    | 2                    |                      |                      |
| 1933-1934  | Bruins de Boston    | LNH        | 48  | 10               | 12               | 22               | 6                |                  |   |                      |                      |                      |                      |                      |
| 1934-1935  | Bruins de Boston    | LNH        | 48  | 21               | 16               | 37               | 21               | 3                | 1 | 0                    | 1                    | 0                    |                      |                      |
| 1935-1936  | Bruins de Boston    | LNH        | 44  | 12               | 13               | 25               | 14               | 2                | 0 | 1                    | 1                    | 0                    |                      |                      |
| 1936-1937  | Bruins de Boston    | LNH        | 48  | 17               | 8                | 25               | 25               | 3                | 2 | 0                    | 2                    | 5                    |                      |                      |
| 1937-1938  | Bruins de Boston    | LNH        | 46  | 6                | 9                | 15               | 24               | 3                | 0 | 0                    | 0                    | 12                   |                      |                      |
| 1938-1939  | Bruins de Boston    | LNH        | 42  | 13               | 13               | 26               | 22               | 11               | 0 | 1                    | 1                    | 6                    |                      |                      |
| 1939-1940  | Bruins de Boston    | LNH        | 44  | 10               | 18               | 28               | 25               | 6                | 0 | 2                    | 2                    | 2                    |                      |                      |
| 1940-1941  | Bruins de Boston    | LNH        | 48  | 8                | 18               | 26               | 24               | 11               | 0 | 5                    | 5                    | 4                    |                      |                      |
| 1941-1942  | Bruins de Boston    | LNH        | 32  | 3                | 12               | 15               | 31               |                  |   |                      |                      |                      |                      |                      |
| 1942-1943  | Bruins de Boston    | LNH        | 38  | 5                | 18               | 23               | 12               | 9                | 2 | 3                    | 5                    | 9                    |                      |                      |
| 1943-1944  | Bruins de Boston    | LNH        | 50  | 6                | 25               | 31               | 13               |                  |   |                      |                      |                      |                      |                      |
| 1944-1945  | Bruins de Boston    | LNH        | 46  | 8                | 14               | 22               | 16               | 7                | 0 | 0                    | 0                    | 0                    |                      |                      |
| 1945-1946  | Bruins de Boston    | LNH        | 30  | 2                | 3                | 5                | 0                | 4                | 0 | 0                    | 0                    | 0                    |                      |                      |
| 1946-1947  | Bruins de Boston    | LNH        | 6   | 0                | 0                | 0                | 0                |                  |   |                      |                      |                      |                      |                      |
| Totaux LNH | Totaux LNH          | Totaux LNH | 824 | 228              | 246              | 474              | 462              | 64               | 6 | 13                   | 19                   | 40                   |                      |                      |

### Statistiques d'entraîneur
| Saison    | Équipe           | Ligue |    | PJ | V  | D  | N                      |  | Séries éliminatoires |
| 1945-1946 | Bruins de Boston | LNH   | 50 | 24 | 18 | 8  | Défaite en finale      |  |                      |
| 1946-1947 | Bruins de Boston | LNH   | 60 | 26 | 23 | 11 | Défaite en demi-finale |  |                      |
| 1947-1948 | Bruins de Boston | LNH   | 60 | 23 | 24 | 13 | Défaite en demi-finale |  |                      |
| 1948-1949 | Bruins de Boston | LNH   | 60 | 29 | 23 | 8  | Défaite en demi-finale |  |                      |

## Divers
Il est mentionné dans le film La Castagne avec Toe Blake et Eddie Shore en tant qu'exemple du bon vieux temps du hockey.